# 永久著作権
永久著作権（えいきゅうちょさくけん、Perpetual copyright）は、著作権の保護期間に上限が定められず、特定の著作物が（それを保護する法律の一部または全部が廃止されない限り）永久にパブリックドメインとならない状態、またはその著作権を指す。
文学的及び美術的著作物の保護に関するベルヌ条約では、第7条で著作権の保護期間を著作者の生存期間および著作者の死後50年間とすることを原則とし、それを加盟国に義務づけているが、同条約第6項ではさらに長期の保護期間を設定することを認めているうえ、期間の上限に関する記述は全く存在しない。そのため、ベルヌ条約は永久著作権を認めているとする学説と、一定期間の保護を終えた後は社会にその成果を還元するという知的財産権制度の趣旨からは永久著作権は認められないとする学説が対立している。なお、日本政府は2006年（平成18年）11月10日付の答弁書で前者の「永久著作権を認めている」と解釈を採る旨を表明している。

## 各国の事例

### イギリス
現在のところ、全世界において法的に永久著作権を与えられているのはイギリスにおける欽定訳聖書（1611年発行のKing James Versionで、この著作権は国王大権の1つ）が唯一であるとされる。ただし、著作権の効力は、その著作物の利用行為地の著作権法に基づいて決定されるものと一般的には考えられていることから、イギリス以外の国で欽定訳聖書を利用するかぎりにおいては、パブリックドメインとして扱われる。
また、イギリスでは1987年12月31日にジェームス・マシュー・バリー作「ピーター・パン」の保護期間が一旦、満了を迎えた（その後、1995年にEU指令の施行に伴い保護期間が延長され、1976年以降に満了を迎えていた著作物に対しても遡及適用されたことから2007年までの12年間に限り権利が復活した）が、それに前後して政府及び議会が著作権・意匠及び特許法第301条に「小児病院に関する特例」を創設し、同作品の報酬請求権を事実上、永続させる措置を取ったが2008年以降は禁止権を伴わなくなるため当該規定を「永久著作権」に含めるかどうかは意見が分かれている。

### ポルトガル
ポルトガルは1927年の著作権法改正において著作権の保護期間をそれまでの「50年」から「無期限」に変更したが、この規定は1966年の改正において撤回され再び50年となっている（現在はEU指令の施行に伴い70年）。

### アメリカ合衆国
1998年に米国で成立した著作権延長法（Sonny Bono Copyright Term Extension Act）は、その成立経緯がミッキーマウスのパブリックドメイン化が目前に迫っていたウォルト・ディズニー・カンパニーを中心とするコンテンツ産業のロビイングに負うところが大きいと言われ、エリック・エルドレッドを原告とする違憲訴訟も2003年に最高裁判所で敗訴が確定した（エルドレッド対アシュクロフト司法長官裁判、123 S. Ct. 769 (2003)）。この最高裁判決では、憲法修正第1条の「一定の期間」（for limited times）が議会の判断によって20年周期などの細切れで延長され続ける状態が合憲と判断されたことから、今後も同様の立法が繰り返された場合は事実上「永久著作権の創出」と同じ状態となるのではないかという批判がローレンス・レッシグらによりなされている。

### メキシコ他
2006年10月現在、世界で最も長い保護期間を設定しているのはメキシコの「著作者個人の死後または法人の公表後100年」であり、同国があらゆる著作物について永久著作権に最も近い状態を創出している国であるといえる。以下、コートジボワール（99年）、コロンビア（80年）、グアテマラ、セントビンセント・グレナディーン、ホンジュラス、サモア独立国（各75年）と続く。
ただし、コートジボワール及びホンジュラスに関しては著作権の保護期間における相互主義に基づき自国以外の著作物に関しては相手国の保護期間が自国より短い場合、短い方の保護期間が適用される旨を明文で定めている。